# B.A.D.
B.A.D.란 칸사이 쟈니즈 Jr. 내 유닛이다. Beautiful American Dreams의 약칭.

## 개요
제1기 멤버 2명은 〈니노아이 콤비〉나 〈지미즈 Jr.〉로도 불렸다. 1999년부터 2003년까지 도쿄 Jr. 유닛이었지만 2004년부터 칸사이 Jr. 유닛이 되었다.

## 멤버
제6기 멤버 (2006년 여름 ~ 현재)
- 나카마 준타 (中間淳太, 1987년 10월 21일 ~ )
- 키리야마 아키토 (桐山照史, 1989년 8월 31일 ~ )

## 오리지널 곡
1. Magnetic (작사·작곡:시미즈 아키오)
2. コ・ワ・レ・ソ・ウ
3. 止まらない想い
4. アイシテル
5. アメフリ→レインボウ
6. 桜道
7. V.I.P.

## 과거 멤버
제1기 멤버 (1998년 가을)
- 아라시
  - 니노미야 카즈나리　아이바 마사키

제2기 멤버 (2000년 봄)
《쟈니즈 Jr. 명감·제8권》에서 첫 피로.
- KAT-TUN
  - 타구치 준노스케
- 아카니시 진
- 사무소 퇴사
  - 지미 Mackey

제3기 멤버 (2001년 3월 30일~K.K.Kity 결성)
2001년 3월 30일 방송의 《뮤직 스테이션》에서 첫 피로.
- NEWS
  - 코야마 케이치로　카토 시게아키
- 쟈니즈 Jr.
  - 하세가와 준　토신 요시카즈　카자마 슌스케
- Kis-My-Ft2
  - 후지가야 타이스케
- A.B.C-Z
  - 고세키 코이치
- M.A.D.
  - 타케우치 코타로

도중 탈퇴
- M.A.D.
  - 후쿠다 유타
- 사무소 퇴사
  - 미야기 슌타

제4기 멤버 (2004년)
칸사이 쟈니즈 Jr.의 유닛에 이행
- B.A.D.
  - 나카마 준타　키리야마 아키토
- 사무소 퇴사
  - 마루야마 히로시

제5기 멤버 (2005년)
- Veteran
  - 이토 마사시　하마나카 분이치　무로 류타
- B.A.D.
  - 나카마 준타
  - 키리야마 아키토

## 같이 보기
- 쟈니즈 사무소